# トゥーロン
トゥーロン（フランス語: Toulon 発音例・オック語: Tolon）は、フランス南東部に位置する、地中海に面する都市。ヴァール県の県庁所在地である。トゥロンやツーロンと表記されることもある。

## 概要
地中海のトゥーロン湾にのぞみ、王政の時代から現代にいたるまでフランス海軍の基地がおかれている軍港であり、現在フランス第一の軍港、および海軍工廠、地中海艦隊の司令部がある。工業・商業・漁業の中心地でもあり、造船・化学・繊維・機械・食品加工・兵器などの産業が発達している。港の東の部分は商港とヨットハーバーとなっており、コルシカ島やサルデーニャ島への連絡船が発着している。
ヴィクトル・ユゴー作『レ・ミゼラブル』では、主人公のジャン・ヴァルジャンがトゥーロン刑務所に入っていたことになっており、ここを出所することから彼の波瀾に満ちた人生の幕が開ける。

## 歴史
古代ローマ時代にはテロ・マルティウス（Telo Martius）とよばれる小さな集落であった。ブルボン朝のアンリ4世とルイ14世によって海軍基地として要塞化され、スペイン継承戦争中の1707年にはイギリスとオランダの連合艦隊の攻撃をうけたが持ちこたえている（トゥーロン包囲戦）。
フランス革命中の1793年に、革命に反対する王党派が町の支配をイギリス・スペイン海軍にゆだねたものの、共和派の軍隊に包囲され、陥落した（トゥーロン攻囲戦）。この戦闘でナポレオンは砲兵士官として活躍し、一躍名を知られるようになった。
第二次世界大戦中の1942年、ドイツ軍に奪われるのを阻止するため、ヴィシー・フランス軍は港に停泊中の多数の軍艦を自沈させた。この戦争で町は徹底的に破壊されたが、1944年に連合国軍によって解放された。
- トゥーロンのパノラマ

## 出身人物
- ピエール・ミニョニ - ラグビー選手
- ルシオ・コスタ - 建築家

## 姉妹都市
- クロンシュタット、ロシア連邦
- ケミセット、モロッコ
- ノーフォーク、アメリカ合衆国
- マンハイム、ドイツ
- ラ・スペツィア、イタリア

## 関連書籍
- Maurice Arreckx, Vivre sa ville, Paris, La Table ronde, 1982 ; Toulon, ma passion, 1985
- ジャン=ピエール・ティオレ Jean-Pierre Thiollet, Le Chevallier à découvert, Paris, Laurens, 1998